# توماس بين

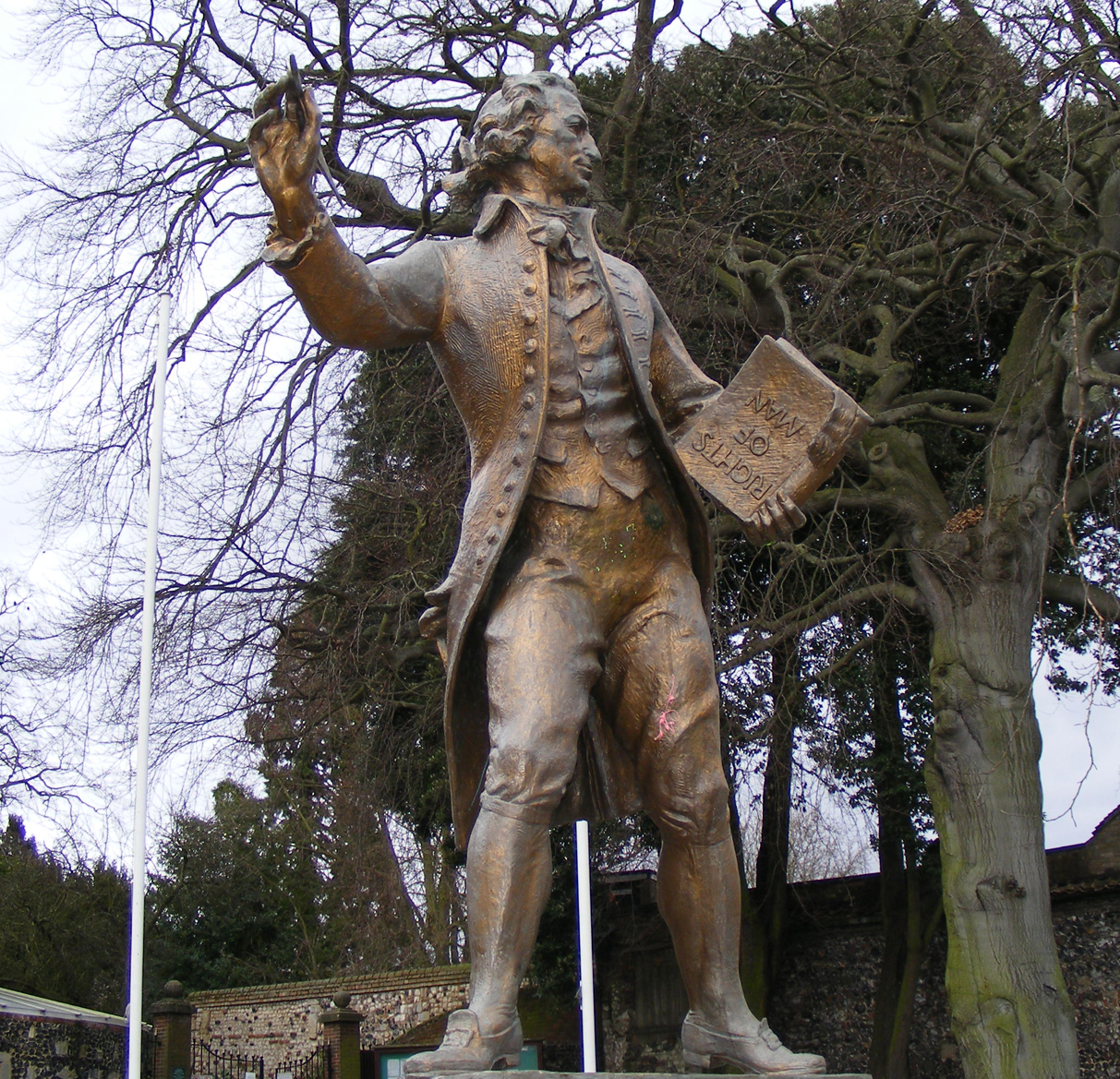
تمثال تذكاري لتوماس بين ببلدة ثيتفورد الواقعة في مقاطعة نورفك شرقي إنجلترا

توماس بين (باللاتينية: Thomas Paine)‏ (1737 - 1809) هو ثوري وناشط ومنظّر سياسي ومفكر أمريكي من أبرز فلاسفة عصر التنوير في الولايات المتحدة ومن الآباء المؤسسين للولايات المتحدة. ولد في بريطانيا وهاجر إلى أمريكا عام 1774 عندما كان عمره 37، حيث اشتغل في الصحافة. شارك في الثورة الأمريكية. ألّف مطوية مؤثرة مشهورة تحرض على استقلال المستعمرات الأمريكية من مملكة بريطانيا. وكتب أيضا «عصر العلم». كان لمؤلفه «الحس العام» سنة 1776 أثر كبير في التعجيل بإعلان الاستقلال، وكذلك فعل عمله الآخر «الأزمنة الأمريكية». لم يقتصر دفاعه عن الثوار في الولايات المتحدة فحسب، بل دافع أيضا عن الثورة الفرنسية في كتابه «حقوق الإنسان» الذي انقسم إلى جزأين (1791-1792)، الذي هاجم فيه الحكومة الإنكليزية وساسة الإنكليز المناوئين للثورة الفرنسية، مما أدى إلى محاكمته، فهرب إلى فرنسا سنة 1792 ، وانضم إلى المؤتمر الوطني ولكنه لم يلبث أن سجن في باريس وكاد يعدم بالمقصلة لاعتراضه على إعدام الملك، ولم يفرج عنه إلا بوساطة السلطات الأمريكية. هاجم الدين والكتاب المقدس في مؤلفه «عصر العقل» في جزئين 1794-1795.

## النشأة وتعليمه

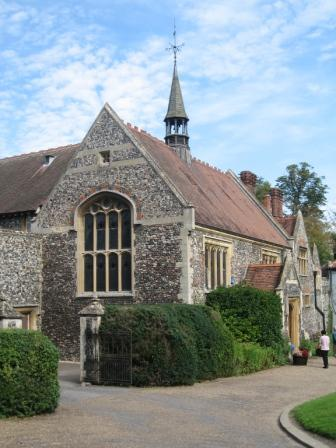
"المدرسة القديمة" في مدرسة ثيتفورد الثانوية. كانت هذه المدرسة بأكملها في الوقت الذي كان توماس باين تلميذًا فيه

وُلد توماس بين في 29 يناير 1736، وهو نجل جوزيف بين، مزارع وصانع مشدات نسائية، وفرانسيس (وُلدت باسم كوك) بين، في ثيتفورد، نورفولك، إنجلترا. كان جوزيف من الكويكرز (جمعية الأصدقاء الدينية) أما فرنسيس فأنجيليكية. رغم الادعاءات الكثيرة حول تغيير توماس تهجئة اسم عائلته بعد هجرته إلى أمريكا في عام 1774 إلا أنه كان لا يزال يستخدم "Paine" في 1769، في لويس، ساسكس.
التحق بمدرسة ثيتفورد للقواعد (1744- 1749)، في وقت لم يكن فيه التعليم إجباريًا. في سن الـ 13، بدأ تعلم مهنة والده. يؤكد الباحثون أن وظيفة والد بين قد أسيء تفسيرها لتعني أنه صانع مشدات للسيدات، والتي كانت على الأرجح إهانة اخترعها خصومه السياسيون لاحقًا. صنع الأب وابنه المتدرب المشدات النسائية من الحبال السميكة المستخدمة على السفن الشراعية. ذكر براين مكارتن في كتاب توماس «الفطرة السليمة» والمنشورات الثورية (2002): " كانت صناعة المشدات لأعمدة السفن المهنة الأساسية لصانعي المشدات لعدة قرون. تمثل النوع الآخر من صناعة المشدات في القرن الثامن عشر في صناعة المشدات النسائية. تحديد ما إذا كان جوزيف صانع مشدات للسفن أو للسيدات، فالمسألة لا تزال مثيرة للجدل".
حافظت ثيتفورد تاريخيًا على تجارة نشطة مع دوونريفر ثم الميناء الرئيسي لمدينة كين لين. شرحت العلاقة بين الشحن والملاحة سبب تجنيد توماس في أواخر فترة مراهقته وخدمته لفترة وجيزة قرصانًا لإحدى السفن قبل عودته إلى بريطانيا في عام 1759، حيث أصبح خبيرًا في صنع المشدات، وأنشأ متجرًا في ساندويتش، كنت.
تزوج توماس بين في 27 سبتمبر 1759 من ماري لامبرت. انهار عمله بعد ذلك بفترة وجيزة. حملت ماري وانتقلا بعدها للعيش في مارجريت حيث أتاها المخاض مبكرًا فتوفيت هي وطفلها. عاد بين إلى ثيتفورد في يوليو 1761 للعمل كموظف إضافي مساعد وتسلم في ديسمبر 1762 منصب جابي ضرائب في غرانثام، لينكولنشاير. نُقل في أغسطس 1764 إلى ألفورد براتب 50 جنيهًا إسترلينيًا سنويًا. فُصل في 27 أغسطس 1765 من منصبه بسبب إدعاءه فحص بضائع أُثبت فيما بعد أنه غير صادق.
طلب في 31 يوليو 1766 من مجلس الجمارك والرسوم إعادة تعيينه الذي منحه في اليوم التالي منصبه مجددًا لكونه شاغرًا. في انتظار عودته إلى منصبه، عمل في صنع المشدات. ومجددًا، صنع مشدات أعمدة السفن وليس المشدات النسائية. عُين عام 1767 في منصب في غرمبوند، كورونوال. في وقت لاحق طلب ترك هذا المنصب في انتظار وظيفة شاغرة، وأصبح مدرسًا في لندن. عُين في 19 فبراير 1768، في مدينة لويس في ساسكس، وهي مدينة ذات تقاليد معارضة للنظام الملكي ومؤيدة للنظام الجمهوري منذ العقود الثورية في القرن السابع عشر. وعاش هناك فوق «بول هاوس» المنزل الذي يعود إلى القرن الخامس عشر، في متجر التبغ لصموئيل أوليف وإستير أوليف.
شارك بين لأول مرة في الشؤون المدنية عندما كان يقطن في لويس. يظهر في كتاب المدينة عضوًا في محكمة ليت، الهيئة الحاكمة للمدينة. وكان أيضًا عضوًا في مجلس الكنيسة الأبرشية، وهي مجموعة من الكنسية المحلية ذات نفوذ كبير، تشمل مسؤولياتها الدينية جمع الضرائب والأعشار لتوزيعها على الفقراء. تزوج عن سن يناهز الـ 34، في 26 مارس 1771، من إليزابيث أوليف، ابنة مالك العقار الذي يعيش فيه. انضم بين من عام 1772 إلى عام 1773 إلى ضباط الجمارك المطالبين البرلمان بأجور أفضل وظروف عمل أحسن. وقد نشر في صيف عام 1772 «قضية ضباط المكوس»، وهي مقالة متكونة من 12 صفحة وتعد أول عمل سياسي له.
قضى فصل الشتاء في توزيع 4000 نسخة مطبوعة على البرلمان وغيره من المؤسسات في لندن. طُرد في ربيع عام 1774 من خدمة الجمارك والمكوس ثانية لغيابه عن العمل دون إذن بالإضافة إلى فشل متجر التبغ خاصته. لتجنب دخول السجن، باع في 14 أبريل جميع ممتلكاته المنزلية لدفع ديونه. انفصل في 4 يونيو 1774 رسميًا عن زوجته إليزابيث وانتقل للعيش بلندن، حيث قدمه في سبتمبر عالم الرياضيات وزميل الجمعية الملكية، ومفوض المكوس جورج لويس سكوت إلى بنجامين فرانكلين الذي اقترح الهجرة إلى المستعمرة البريطانية الأمريكية وقدم له رسالة تزكية. هاجر بين في أكتوبر إلى المستعمرات الأمريكية ووصل إلى فيلادلفيا في 30 نوفمبر 1774.

## الثائر الأمريكي

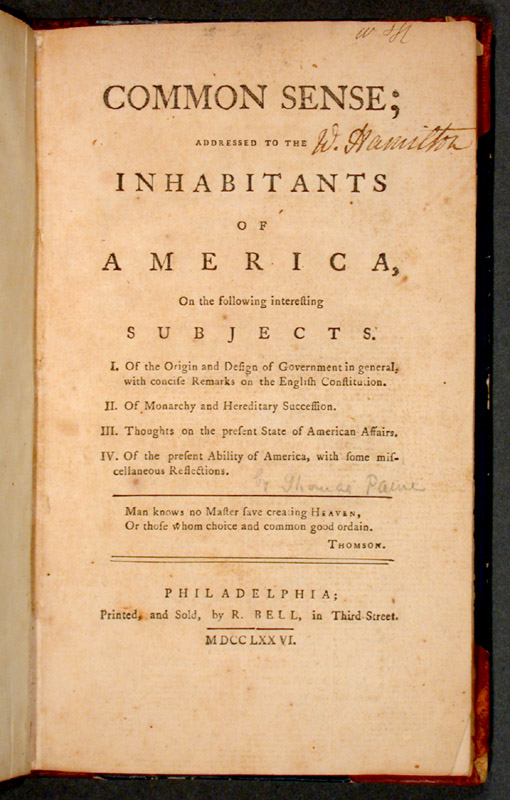
غلاف منشور الفطرة السليمة.

وصل بين إلى أمريكا ومعه رسائل توصية من فرانكلين. وسرعان ما أصبح بين محررًا مشاركًا في مجلة بنسلفانيا، ثم بدأ يعمل من أجل قضية الاستقلال. وفي عام 1776م، نشر مذكرته «الفطرة السوية» Commonsense (يناير 1776) وهي طرح ذكي لقضية المستوطنين الأوائل. وقد طالبت هذه المذكرة بالاستقلال الكامل عن بريطانيا وبإنشاء اتحاد فدرالي قوي. كما احتوت المذكرة أيضًا على هجوم بارع على فكرة الملكية والمكانة الموروثة. وأكد بين أن الثورة الأمريكية سوف تمثل بداية عهد جديد في تاريخ العالم. وقد قرأ تلك المذكرة جورج واشنطن وتوماس جفرسون وآخرون من القادة المستعمرين ونالت استحسانهم، كما قرأها مئات الآلاف من المواطنين الأمريكيين العاديين. وبذلك حققت مذكرة الفطرة السوية أوسع انتشار تحققه مذكرة في التاريخ الأمريكي حتى ذلك الحين. وفي عام 1776م، أتبع بين الفطرة السوية بسلسلة من المذكرات تحت عنوان الأزمة. وقد استهل أولى تلك المذكرات بما يلي «تلك هي الأَزمة التي تمتحن نفوس الرجال. إن جندي الصيف وبطل الشمس المشرقة سرعان ما يتواريان في تلك الأزمنة عن خدمة بلادهما... فالاستبداد كالجحيم تمامًا، ليس من اليسير التغلب عليه». وقد أمر واشنطن بأن تقرأ المذكرة بصوت عالٍ على جنوده. لقد ألهبت كلمات بين الجريئة الواضحة مشاعر الجيش الأمريكي في أحلك أيام الحرب.
عمل بين جنديًا في عام 1776، وأصدر سلسلة من نشرات الدعاية باعتباره معاونا للجنرال ناثانيال جرين Nathanael Greene بعنوان الأزمة لرفع الروح المعنوية لجيش الثوار وللمواطنين• وقد بدأت إحدى هذه النشرات بالعبارة الشهيرة في هذه الأوقات تعرف معادن الرجال أوبتعبير آخر تلك هي الأوقات التي تختبر فيها أرواح الرجال. كما انضم إلى مجموعة من البنسلفانيين لوضع دستور ديمقراطي للولاية. وفي أبريل من عام 1777م، أصبح سكرتيرًا للجنة الكونغرس للشؤون الخارجية. غير أن أمانة بين في فضح الممارسات المريبة لمندوب أمريكا في فرنسا، سلاس دين، قد جلبت له الأعداء، وبذلك أُجبر على الاستقالة من منصبه.

## حقوق الفرد

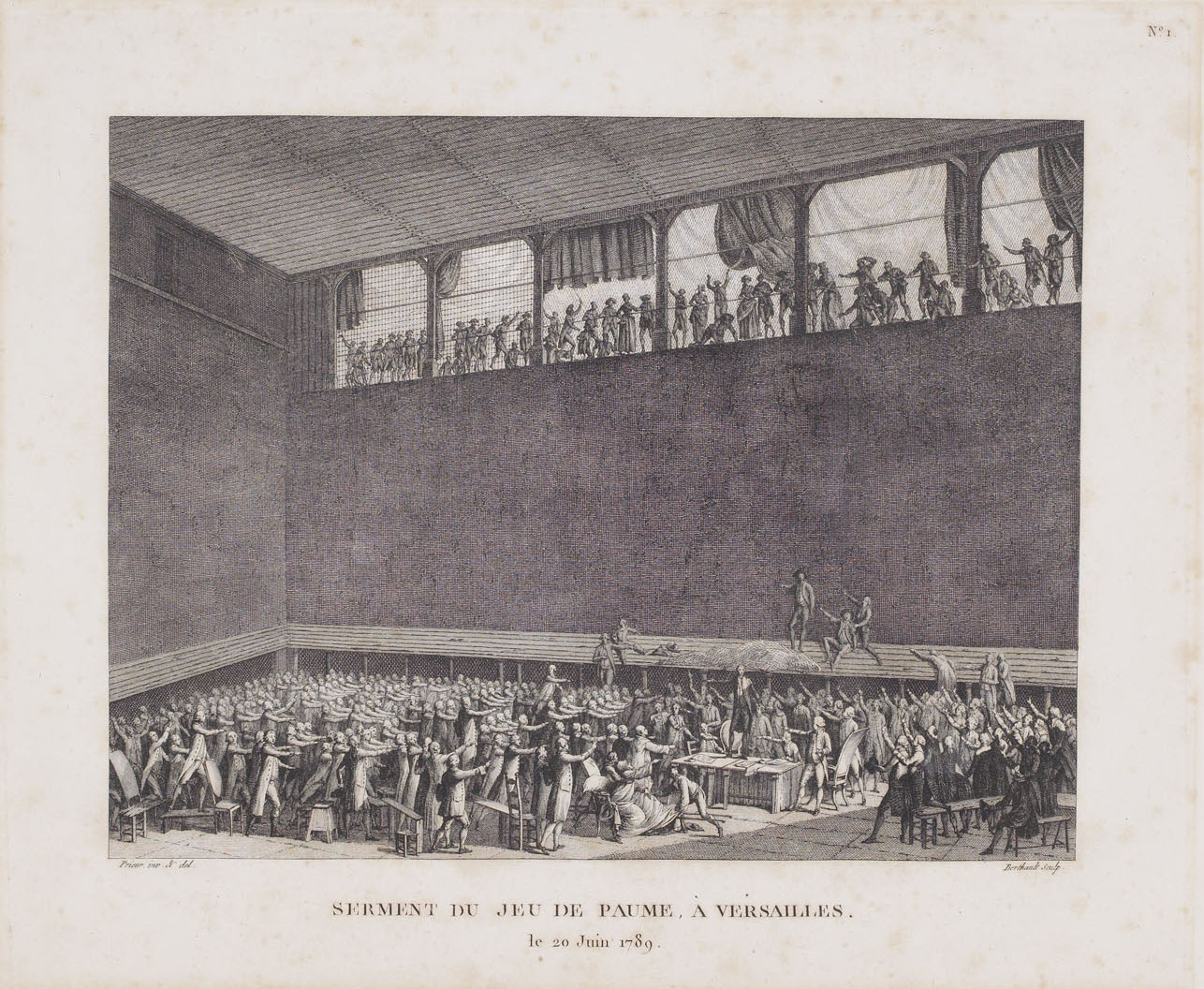
مخطط بريشة جاك-لوي داڤيد عن المجلس الوطني الفرنسي مؤدياً قسم ملعب التنس.

## عصر العقل

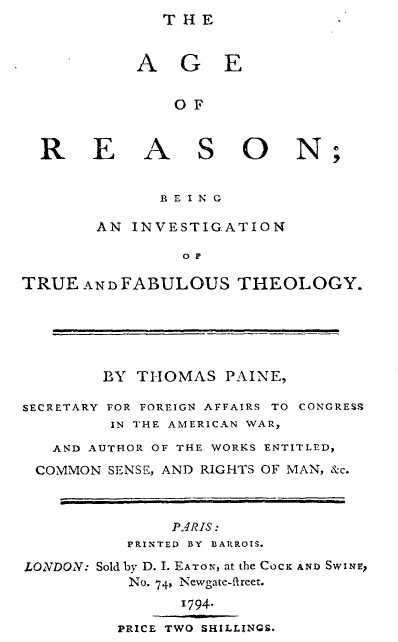
صفحة العنوان من النسخة الإنگليزية للجزء الأول من عصر العقل.

وفي الفترة من 1787 إلى 1802 كان يعيش معظم الوقت في أوروبا عاملاً لصالح الثورة الفرنسية في كل من فرنسا وإنجلترا• ووجدناه يخاطر برأسه عند تصويته لصالح تخفيف عقوبة الإعدام الصادرة ضد لويس السادس عشر إلى النفي• وفي ديسمبر من هذا العام (3971) - بتحريض ظاهر من روبيسبير (2) - أصدرت الجمعية الوطنية مرسوما بطرد كل الأجانب من عضويتها ولم يبق فيها إلا اثنان: أناكارزيس كلوتس Anacharsis Cloots وتوماس بين وعندما توقع بين Paine أن يقبض عليه سارع بكتابة ما يعرف الآن بالجزء الأول من عصر العقل The Age of Reason، وأرسل مخطوطة الكتاب إلى أمريكا مشفوعة بالإهداء التالي:
إلى رفاقي أهل بلدي في الولايات المتحدة الأمريكية: إنني أضع العمل التالي تحت حمايتكم• إنه يضم آرائي في الدين• إنكم ستسدون إليّ عدلاً إن تذكرتم أنني كنت دائما أؤيد بشدة حق كل إنسان في إبداء رأيه مهما كان مختلفا مع ما قد يكون رأيي• إن من ينكر على الآخرين حقهم في إبداء رأيهم إنما هو عبد لرأيه الحالي لأنه يسلب نفسه حق تغيير هذا الرأي•
إن العقل هو أمضى سلاح ضد كل أنواع الخطأ ولم يحدث أبداً أن استخدمت سواه وإنني واثق أنني لن أثق - مستقبلاً - في سواه •
صديقكم المخلص ومواطنكم
توماس بين
باريس، 72 يناير 4971•
ويقدم لنا بين Paine في مستهل كتابه هذا سببا غير متوقع لتأليف كتابه فيقول: إنه لا يهدف إلى تدمير الدين وإنما يهدف إلى منع الفساد الناتج عن أشكاله (أشكال الدين) غير العقلية (اللاعقلانية) من أن يقوض النظام الاجتماعي ويدمره خوفا من الخراب العام الذي تسببه الخرافة، والذي تسببه النظم الحكومية الزائفة واللاهوت الزائف، فهذه النظم الزائفة تفقدنا الأخلاق والإنسانية واللاهوت الحق ويضيف قائلاً ومؤكداً مجدداً: إنني أومن بالله الواحد الأحد لا رب سواه One and no more، وإنني آمل في تحقيق السعادة بعد هذه الحياة أي بعد الموت (3)•
ثم يستل موسى أكام Occam يقول: إنني لا أومن بعقائد اليهود ولا عقائد كنيسة روما ولا كنيسة الأورثوذكسية الشرقية (الكنيسة اليونانية) ولا عقائد المسلمين (النص: الكنيسة التركية Turkish Church) ولا الكنيسة البروتستنطية ولا أي كنيسة (مؤسسة دينية) أعرفها• فعقلي هو كنيستي• فكل الكنائس كمؤسسات وطنية••• لاتبدو لي أكثر من كونها بدع بشرية أقيمت لإرهاب البشر واسترقاقهم ولاحتكار السلطة وتحقيق المكاسب (4)•
وكان معجبا بالمسيح كرجل فاضل ودود وكان مقتنعا أن الأخلاق والقيم اللتين بشر بهما وطبقهما كانتا خيرتين إلى أقصى حد لكن حكاية كونه ابن الله ليست سوى خرافة مشتقة من خرافة شائعة بين الوثنيين•
إذ يكاد كل الرجال المميزين الذين عاشوا في ظل الميثولوجيا الوثنية قد كرروا الزعم بأنهم أبناء الآلهة ••• لقد كان اتصال الأرباب (الآلهة) اتصالا جنسيا بالنساء رأيا شائعا بين الناس• فالرب جوبيتر Jubiter في زعمهم قد تعايش مع كثيرات عيشة الأزواج• وعلى هذا فحكاية أن المسيح ابن الله ليست جديدة ولا غريبة ولا مدهشة ولا فاحشة وإنما هي مجرد فكرة كانت موجودة بالفعل ومريحة ومتمشية مع آراء وعقول غير اليهود Gentiles، ولأنها كانت منتشرة بينهم فهم وحدهم الذين آمنوا بها• أما اليهود الذين احتفطوا بالإيمان بإله واحد ولا سواه (لا شريك له) فكانوا يرفضون دائما الميثولوجيا الوثنية ولم يوافقوا أبدا على هذه الحكاية (على أن المسيح هو ابن الله)(5)•
وعلى هذا فالميثوجيا المسيحية ليست سوى الميثولوجيا الوثنية في شكل جديد• إنها لا تعدو كونها تكراراً للميثولوجيا الوثنية:
ففكرة التثليث أو وجود أرباب (أقانيم) ثلاثة التي ظهرت بعد ذلك ليست سوى تخفيض أو تنقيص للتعددية السابقة التي كانت تقول بوجود نحو عشرين ألف أوثلاثين ألف رب• وقد حل تمثال مريم (العذراء) محل تمثال ديانا الإفسوسية Diane of Ephesus، وحل تطويب القديسين (المصطلح المسيحي تطويب يعني ضم شخص ما إلى قائمة القديسين) محل تأليه (أو تعظيم) الأبطال• فالمؤمنون بالأساطير (الميثولوجيون) لديهم آلهة (أرباب) لكل شيء، والمسيحيون المؤمنون بالأساطير عندهم قديسون لكل شيء، وأصبحت الكنيسة مزدحمة بهم كما كان البانثيون Pantheon مزدحما بالآلهة• فالنظرية (العقيدة) المسيحية لا تختلف إلا قليلا عن وثنية الميثولوجيين القدماء بعد تحويرها (أي العقيدة المسيحية) لتخدم أغراض السلطة والدخل (الاقتصاد) وبقي على العقل والفلسفة أن يبطلا هذا الدجل المبهم (6)• ثم راح بين Paine يلقي أضواءه البحثية مستخدما العقل في سفر التكوين (السفر الأول في التوراة) ولم يطق صبرا على حكاياته الرمزية وأمثاله فهوى بمعوله على حواء والتفاحة• وكان مثل ميلتون Milton مفتونا بالشيطان أول الثائرين لقد كـان الشيطان (إبليــس) ملكاً أُدْخِــل جهنــم لمحاولتــه الإطاحــة بالعرش، وفي جهنم ظل يعاني طول الوقت بلا نهاية• ومع هذا فلا بد أن يهرب من هذه النار التي لاتخمد (جهنم) في وقت أو آخر لأنه كان قد وجد طريقه إلى جنة عدن، ولأنه استطاع غواية (الناس) بأكثر الطرق التواء• لقد استطاع أن يقدم المعرفة لحواء ونصف عالم المسيح• ويعجب بين Paine من أن الميثولوجيا المسيحية قد أضفت على الشيطان (إبليس) شرفاً كبيرا• إنها تفترض أنه أجبر الله (عز وجل) على إرسال ابنه (المقصود المسيح) لبلاد اليهودية Judea ليُصلَب، وذلك ليعيد له (المقصود لله سبحانه) على الأقل جزءا من أهل الأرض كانوا على علاقة حب - بشكل واضح - مع الشيطان• ورغم صلب المسيح فلازال الشيطان يحتفظ لنفسه بكل الممالك غير المسيحية بل وله ملايين من الأتباع في الممالك المسيحية نفسها•
كل هذا - كما يقول مفكرنا المتشكك توماس - تُقدمه لنا بوقار شديد - على لسان الله جل جلاله - سلسلة من الأقوال منسوبة إلى موسى وحتى القديس بول (بولس)• ورفض بين Paine كل هذه الأقوال (الحكايات) باعتبارها حكايات تصلح لأطفال الحضانة وللكبار الذين أنهكهم البحث عن الخبز والزبد وأعياهم المرض وأرهبهم الموت فباع لهم اللاهوتيون أوهام الوعود الموعودة• وقدم بين Paine لذوي الأرواح الأقوى الله بصورة لا تشبه الإنسان وإنما باعتباره حياة الكون (الروح الحي في الكون)•
لا يمكننا أن نوحد كل أفكارنا عن الله الإ من خلال الخلق •• إن الخلق (الكون) يتحدث لغة عالمية (كونية) ••• إنه كلمة الله (الكون) التي توحي للبشر كل ما هو ضروري لمعرفة الله• أتريد أن تتأمل قوته؟ إنها تتجلى في عظمة خلقه• أتريد أن تتأمل حكمته؟ إنها تتجلى في سنن الكون التي لا يعتريها تبديل والتي تحكم الكل الذي لايحيط به أحد• أتريد أن تتأمل كرمه؟ إنها تتجلى في تلك الوفرة التي تملأ الأرض• أتريد أن تتأمل رحمته؟ إنها تتجلى في كونه لايمسك فضله حتى عن العصاة• باختصار أتريد أن تعرف الله؟ ابحث عنه في الخلق لا في الكتاب المقدس المسيحي Scripture(7)•
وقد سُجن في الفترة من 82 ديسمبر 3971 حتى سقوط روبيسبير في 72 يوليو سنة 4971• وفي 4 نوفمبر دعتني الجمعية الوطنية Convention علناً وبالإجماع للعودة إليها (الجمعية الوطنية)••• وقبلت (8)• وفي أثناء الاضطراب العظيم لرد الثيرموديريين Thermidorean reaction ألف الجزء الثاني من كتابه (عصر العقل The Age of Reason) وكرسه لتوجيه نقد حاد للكتاب المقدس Bible وأضاف قليلا لنقد أفكار وردت في دراسات أكاديمية كان معظمها من تأليف رجال الدين• لقد ضاعت سدى - في إنجلترا وأمريكا - اعتراضاته على الإيمان بالرب (المقصود هنا يسوع المسيح) بسبب اعتراضه وعدم تعاطفه مع الكتاب المقدس الذي كان عزيزا على الشعوب والحكومات، فوجد نفسه بلا تكريم في وطنه الأصلي ووطنه الجديد، وعندماعاد في سنة 1802إلى نيويورك (التي سبق لها أن قدرت خدماته لجمهور الأمريكيين بمنحه 003 أكر (فدان) في نيوروشل New Rochelle) ووجه باستقبال بارد• وأدمن الشرب في السنوات السبع الأخيرة من عمره ومات في نيويورك سنة 9081 وبعد موته بعشرة أعوام عمل وليم كوبت William Cobbett على نقل رفاته إلى إنجلترا، حيث لعبت روحه غير الواهنة - من خلال كتبه - دورا في المعارك الطوال التي تمخض عنها صدور مرسوم الإصلاح Reform Act في سنة 2381•
ورغم أن بين Paine كان من القائلين بوجود إله (دون إيمان بأديان منزلة) ولم يكن ملحدا إلا أن كثيرين من المؤمنين بالمسيحية شعروا أن إيمانه بوجود إله لم يكن إلا غطاء مهذبا لعدم إيمانه برب متجسد (المسيح كرب) وقدم وليم بالي William Paley كاهن أسقفية ويرموث Wearmouth دفاعا مقتدرا عن عقيدته في كتابه نظرة في البراهين على المسيحية (4971) لدرجة أن قراءة هذا الكتاب ظلت حتى سنة 0091 شرطا للقبول في جامعة كيمبردج وكان كتابه لاهوت الطبيعة Natural history (2081) لايزال هو الأكثر شهرة فهو كتاب يبحث في البرهنة على وجود قوة ذكية علوية بتجميع براهين وأدلة من العلوم المختلفة• لقد قال: برهنا إذا رأى إنسان ساعة ولم يكن قد سبق له رؤية ساعة من قبل، ألن يتفحص ماكينتها، ويضع في اعتباره أن كائنا ذكيا صممها؟! ثم أليس في الطبيعة مئات العمليات تشير إلى تنظيم الوسائل لتحقيق الأثر المطلوب؟! فمن ناحية نحن نرى قوة ذكية ترتب نظام الكواكب ••• ومن ناحية أخرى فإنها - أي هذه القوة الذكية تقدم العملية (الميكانيكية) المناسبة لحركة جناحي الطائر الطنان وحركة ريشه••• فكل جسم طبيعي متسق، بما ينطوي عليه من إمكانية حفظ نوعه وكيانه وإمكانية تكاثره يشهد بعناية الخالق وتوجيهه لتحقيق أهدافه (9)•
وبدأ نصف المتعلمين في إنجلترا بمنافشة كتب بالي Paley وساعته، وتحدث كولردج Coler idge ووردسورث Wordsworth وهازلت Hazlitt عنها في مناقشة حيّة في كزويك Keswick• لقد عاش كتاب اللاهوت الطبيعي Natural Theulogy طويلا، بل إن دارون العظيم نفسه درسه بعناية (01) قبل صياغة نظريته المنافسة عن تكيف الأعضاء وتطورها لتحقيق الغايات المطلوبة وأن البقاء للأصلح من خلال الانتخاب الطبيعي• وبعد بالي Paley بقرن جاء هنري بيرجسون Bergson ليفيد - ببلاغة - صياغة برهان من تصميم الكون في كتابه Levolution Creatrice الصادر في سنة 6091• واستمر الجدل•

## الثائر الفرنسي
سافر بين إلى فرنسا عام 1787م، ثم إلى إنجلترا، وخلال وجوده في إنجلترا عامي 1791 و1792م، نشر مذكرته الشهيرة «حقوق الإنسان» التي كان يرد فيها على هجوم إدموند برك على الثورة الفرنسية. غير أن حكومة وليام بت حظرت هذا العمل، وأجرت لبين محاكمة بتهمة الخيانة، وأدين إثرها في ديسمبر 1792م، غير أن بين كان قد عاد إلى فرنسا.
وفي 26 أغسطس 1792م، منح مجلس النواب الوطني الفرنسي بين الجنسية الفرنسية، ليصبح بعد ذلك عضوًا في الجمعية الوطنية. غير أن أصدقاءه، وهم أعضاء يطلق عليهم الجيرونديون، فقدوا القوة في الجمعية، ففصل منها، وحرم من جنسيته الفرنسية، وسجن لأكثر من عشرة شهور. غير أن الوزير الأمريكي جيمس مونرو اعترف به مواطنًا أمريكيًا وأطلق سراحه.
وخلال وجوده في السجن، كتب بين عصر العقل معبرًا فيه عن أفكاره حول الدين، وقد سماه معظم الناس إنجيل الإلحاد. وبدأه قائلا: «إنني أومن بإله واحد، لا أكثر، وأتطلع إلى سعادة في حياة بعد هذه الحياة». اختلف بين مع عدد من التعاليم الكنسية الراسخة، ورأى في الكنائس الأوروبية القائمة عوائق كأداء في سبيل التغيير الاجتماعي.

## الأعوام الأخيرة
في عام 1802م، رتَّب الرئيس توماس جيفرسون لبين عودة إلى الولايات المتحدة. فوجد بين الناس من يتذكرونه بسبب أفكاره عن الدين أكثر مما يتذكرونه بسبب الخدمات التي قدّمها للثورة الأمريكية. وفي آخر سنين حياته مرض ومات بنيويورك ودُفن فيها.

## مؤلفاته
مؤلفاته المترجمة للعربية
- منطق العقل،

دار الفجر للنشر والتوزيع
مؤلفات عربية عن فلسفته وفكره
- حقوق الإنسان؛ ونظام الحكم والسلام عند توماس بين، فريال حسن خليفة، 2003

مكتبة مدبولي
- العقل والمقدس عند توماس بين، فريال حسن خليفة،

مكتبة مدبولي

## معرض صور

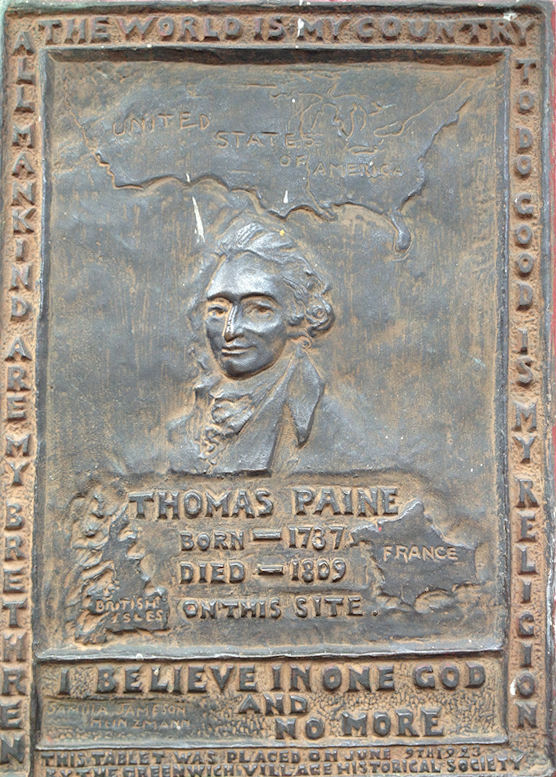
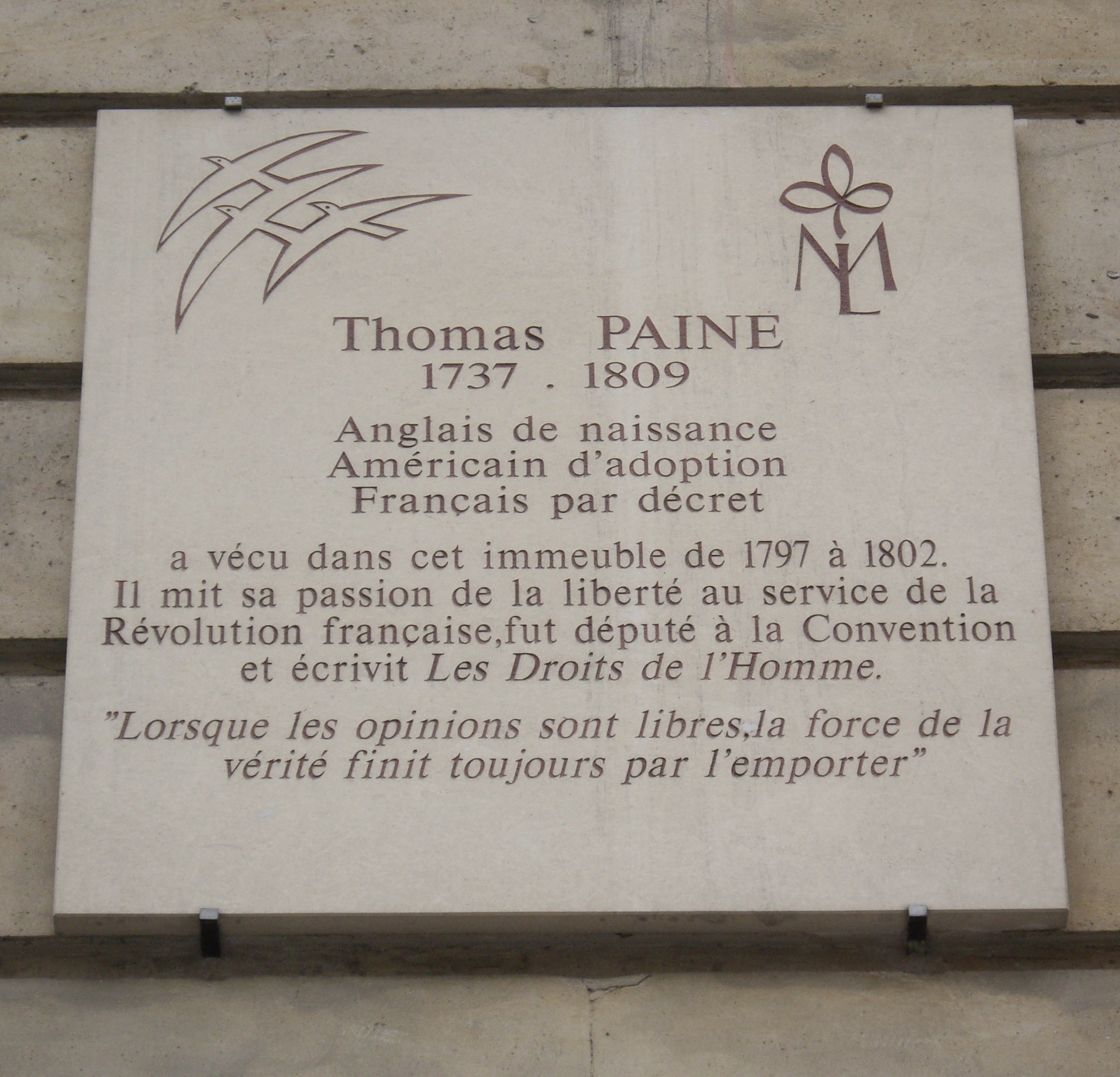
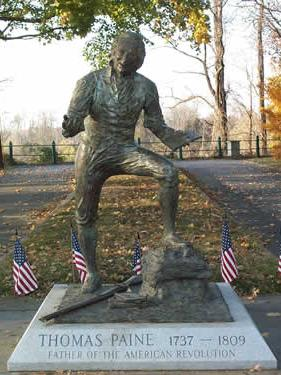
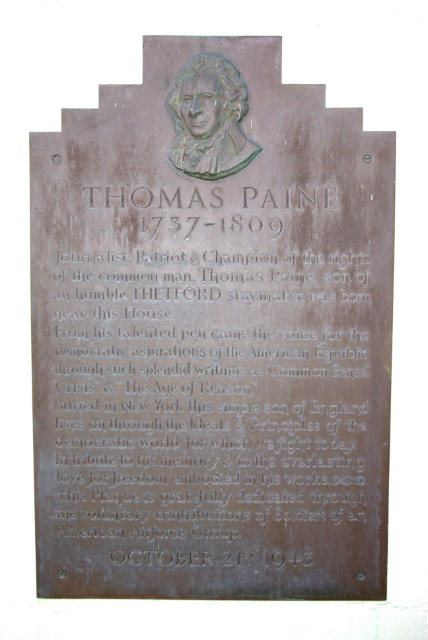
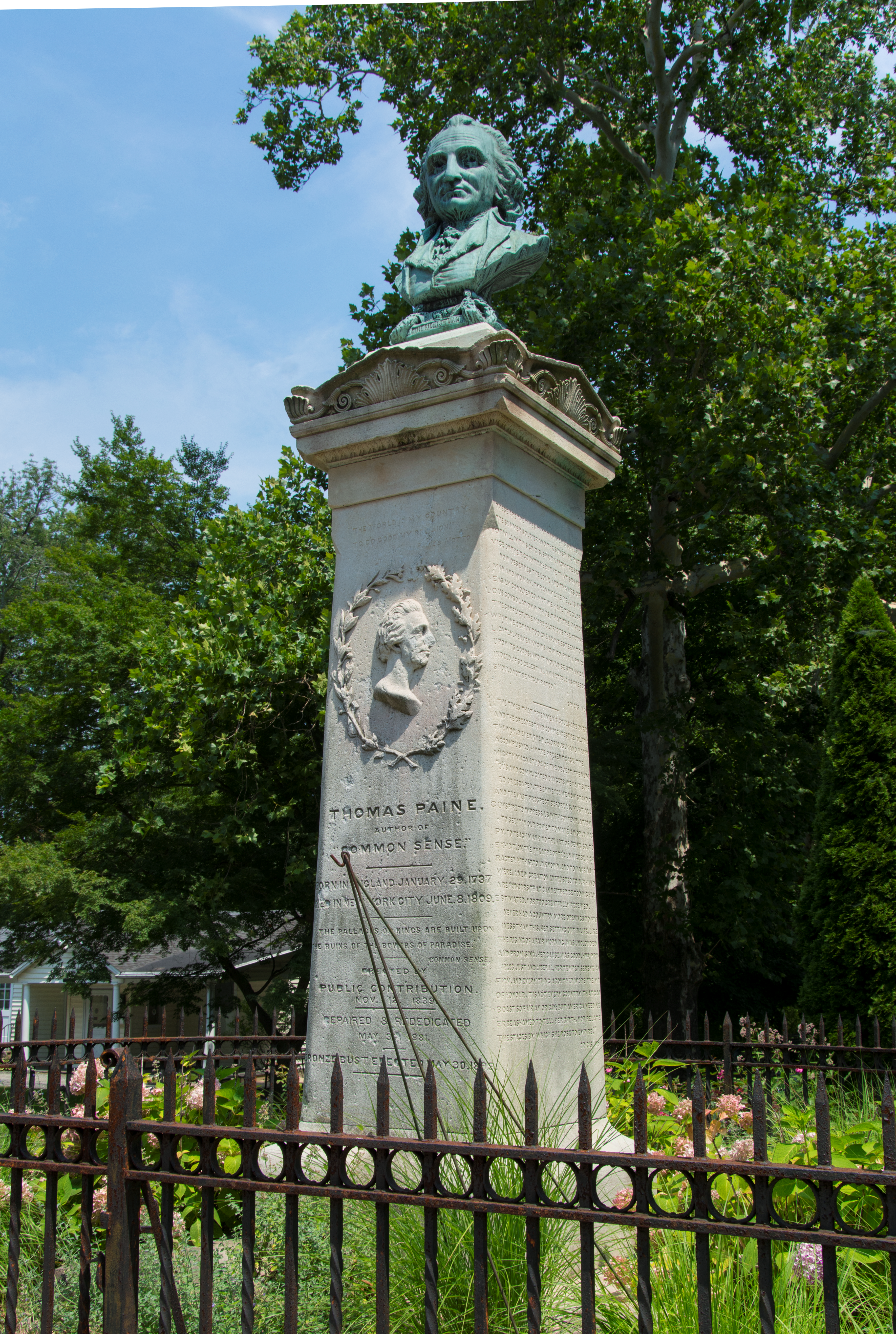
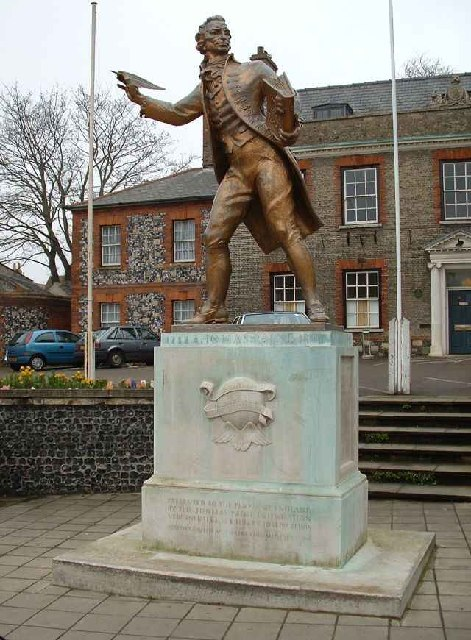

## وصلات خارجية
- توماس بين على موقع IMDb (الإنجليزية)
- توماس بين على موقع الموسوعة البريطانية (الإنجليزية)
- توماس بين على موقع ميوزك برينز (الإنجليزية)
- توماس بين على موقع إن إن دي بي (الإنجليزية)
- مؤلفات توماس بين في مشروع غوتنبرغ
- جمعية توماس بين (المملكة المتحدة) (بالإنجليزية)
- أعمال أو نبذة عن توماس بين على أرشيف الإنترنت